# Scoliophthalmus civeleki
Scoliophthalmus civeleki är en tvåvingeart som beskrevs av Deeming 2006. Scoliophthalmus civeleki ingår i släktet Scoliophthalmus och familjen fritflugor.
Artens utbredningsområde är Turkiet. Inga underarter finns listade i Catalogue of Life.